# Camilla Henemark
Camilla Henemark (nacida el 23 de octubre de 1964), también conocida como La Camilla, es una cantante, actriz, vocera política y exmodelo sueca.

## Biografía
Henemark nació en Estocolmo, de padre nigeriano y madre sueca. Comenzó su carrera como modelo en su época de adolescente y más tarde tuvo su propia agencia de modelaje. Henemark empezó su carrera en la música en 1985 uniéndose a Alexander Bard en su proyecto Barbie como Katanga. Dicho proyecto se metamorfoseó en el grupo Army of Lovers, y pronto La Camilla (como es más conocida) se convirtió en el rostro del grupo. Tras dos álbumes (y al menos una disputa pública) con el grupo, lo abandonó e inició una carrera en solitario. Sacó varios singles que no alcanzaron el éxito comercial, y grabó al menos un álbum que nunca fue lanzado (llamado Temper). Henemark se reunió con Army of Lovers en 1995 para su álbum Les Gratest Hits, en el 2000 para su Le Grand Docu-Soap y en el álbum de reunión de 2013 Big Battle of Egos, trabajando con ellos en algunas de sus grabaciones más recientes hasta ser despedida y reemplazada por otra exmiembro femenina, Dominika tras su fracaso en el Melodiefestivalen.
Además de la música, Henemark ha tenido una carrera activa en la televisión y en el cine, y es partidaria activa del Partido Socialdemócrata Sueco. Actualmente está soltera pero estuvo casada con el director de cine Anders Skog, y tuvo una relación a largo plazo con la estrella del pop y director de vídeos musicales Stakka Bo (Johan Renck). Le gusta el hockey sobre hielo y el fútbol, y es famosa por su perspectiva liberal del sexo, los derechos homosexuales, y la vida.
El 3 de noviembre de 2010, el periódico sueco Aftonbladet publicó extractos de un libro sobre el Rey Carlos XVI Gustavo de Suecia, Den motvillige monarken (“El monarca reticente”), exponiendo que él había tenido un amorío de varios años de duración con Henemark a finales de los años 1990.
Henemark fue miembro del grupo de pop Happy Hoes.

## Discografía
Véase también discografía de Army of Lovers

### Sencillos como solista
- 1992 "Everytime You Lie"
- 1993 "Give Me Your Love (Je T'aime)" (con Steve Blame de MTV)
- 1996 "The Witch in Me"
- 1996 "I'm Not in the Mood for Lovers"
- 1999 "Russians Are Coming" (con el cantante ruso Danko)
- 2010 "David & Goliath" Proyecto Neverland Presentando a La Camilla

### Álbumes como solista
- 1997 "Temper" (no lanzado comercialmente hasta 2013)

## Filmografía

### Cine
- 1997 Eva y Adán - cameo
- 1998 Teater
- 2000 Sex, lögner & videovåld  - ella misma
- 2000 Livet är en schlager - cameo
- 2001 Jarrett - Presidente en la Reunión de la UE

### Teatro
- 1995 Fyra Friares Fiaskon
- 2001 White Christmas

### Televisión
- 1994 Sjunde Himlen (Séptimo Cielo) - anfitriona
- 1997 Kenny Starfighter (miniserie) - enfermera
- 1997 Så ska det låta - ella misma
- 2000 Vita Lögner (Mentiras piadosas, un episodio) - coanfitriona
- 2003 Big Brother (versión sueca) - invitada

### Vídeos musicales
- 1992 Entombed - Strangers Aeons - invitada

- Datos: Q455839
- Multimedia: Camilla Henemark / Q455839